# Bacteria diademata
Bacteria diademata är en insektsart som först beskrevs av Brunner von Wattenwyl 1907.  Bacteria diademata ingår i släktet Bacteria och familjen Diapheromeridae. Inga underarter finns listade.